# Bernard Hubbard

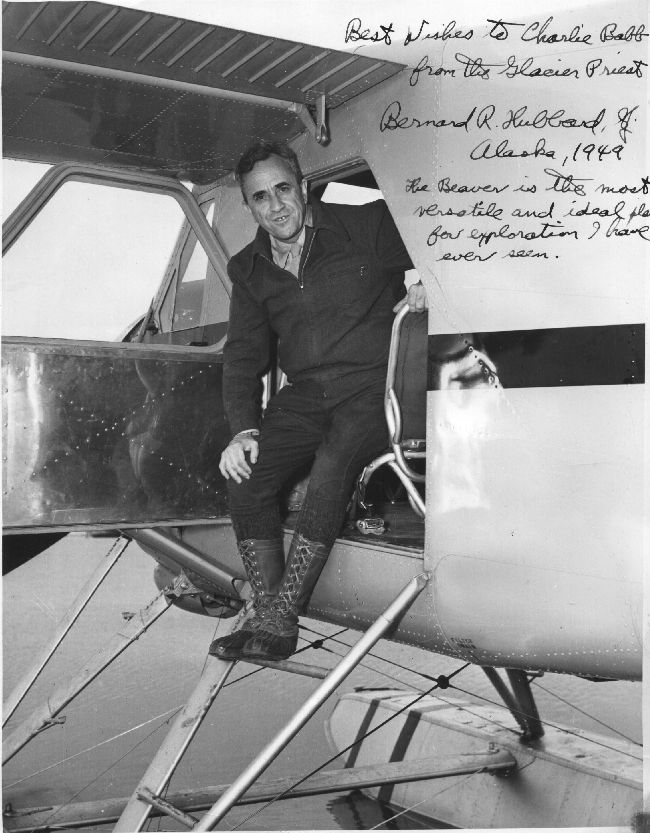
Bernard Hubbard, 1949

Bernard Rosecrans Hubbard (* 24. November 1888 in San Francisco; † 28. Mai 1962 in Santa Clara) war ein US-amerikanischer  Jesuitenpriester und Naturforscher, der durch zahlreiche jährliche Expeditionen in Alaska berühmt und auch als „Glacier priest“ (dt. „Gletscherpfarrer“) bekannt wurde.

## Leben

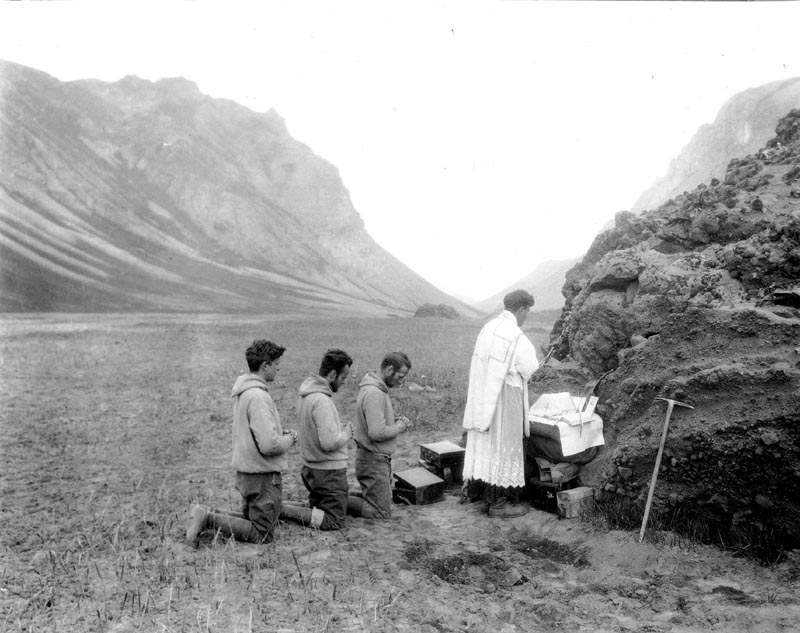
Der „Glacier priest“ während einer morgendlichen Messe im Aniakchak-Krater (1931)

Bernard Hubbard wurde in San Francisco geboren. In seiner Jugend bestieg er die Berge der Region, 1908 trat er dem Jesuitenorden bei. Den Beinamen „Glacier Priest“ („Gletscherpfarrer“) erhielt er während des Theologiestudiums in Innsbruck, als er in den Alpen Berge bestieg und fotografierte. 1923 wurde Hubbard zum Priester ordiniert. An der Santa Clara University erhielt er 1926 eine Lehrposition.
1927 überquerte er als Erster den Mendenhall-Gletscher und den Taku-Gletscher in Alaska, im nächsten Jahr folgten Touren auf Kodiak Island. In den 1930er Jahren erforschte er vor allem Vulkane, darunter mehrfach den Mount Aniakchak, sowohl vor als auch nach dessen großen Ausbruch 1931, über den er für die National Geographic Society berichtete. Da Hubbard als Naturwissenschaftler hauptsächlich Autodidakt war, hatten seine Arbeiten kaum wissenschaftlichen Einfluss, wurden aber sehr populär. 1932 erschien sein erstes Buch, Ende der 30er Jahre entstanden mehrere Dokumentarfilme, auf Vorlesungsreisen erreichte Hubbard tausende von Zuhörern. 1937 war Hubbard der am höchsten bezahlte Vortragende in den USA. Er verstand es, seine Persona des „Glacier Priest“ mit den präsentierten Naturwundern zu verknüpfen und dadurch Gelder und Sponsoren für weitere Expeditionen zu gewinnen. Auf einigen Reisen wurde Hubbard von dem Fotografen Malcolm Greany begleitet. Besonders bekannt wurde Hubbard auch durch Dokumentationen des Lebens auf King Island. Obwohl der Wert seiner eigenen anthropologischen Erkenntnisse als sehr zweifelhaft gilt, werden seine zahlreichen Aufnahmen zu den bedeutendsten Dokumenten zur Ethnologie unabhängiger Eskimos insgesamt gezählt. Mit den Einheimischen errichtete Hubbard eine Christusstatue an einem der höchsten Punkte der Insel. Die Einsegnung am 31. Oktober 1937 bezeichnete er später als einen der glücklichsten Tage seines Lebens.
Im Zweiten Weltkrieg begleitete Hubbard die amerikanischen Truppen in Asien und Europa, wo er zeitweise mit in der Truppe von General George S. Patton reiste. In seinem Tagebuch beschreibt Patton Hubbards Einstellung als „sehr anti-russisch und sehr antisemitisch“.

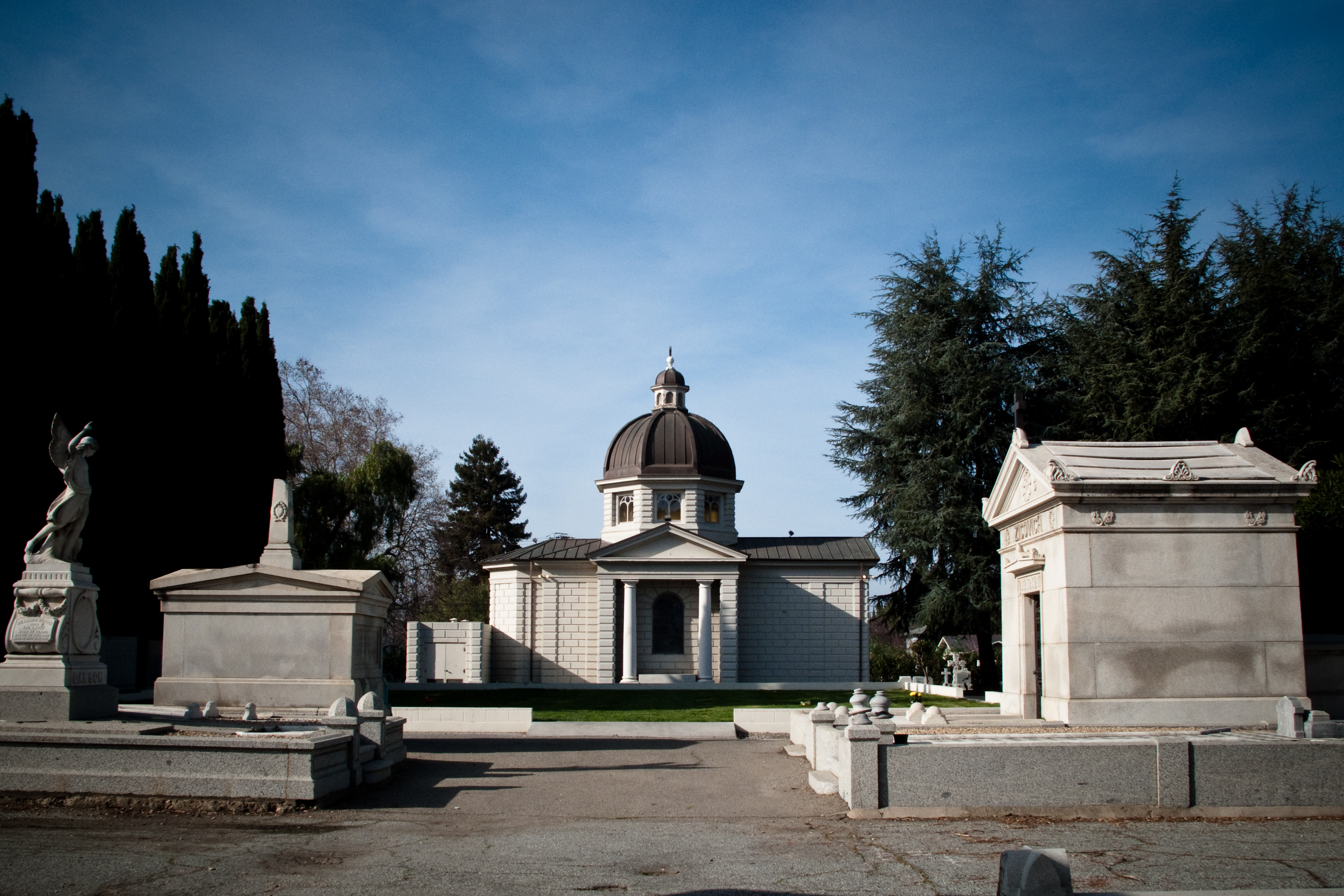
Friedhof der Santa Clara Mission

Nach dem Krieg bereiste und filmte Hubbard auf Bitten des jesuitischen Generalsuperiors Jean Baptiste Janssens jesuitische Schulen und Missionen weltweit. 1955 erlitt er einen Schlaganfall, dessen Folgen ihn bis 1962 davon abhielten, erneut Alaska zu bereisen. Im Mai 1962 erlitt er einen weiteren Schlaganfall und verstarb kurz darauf im Krankenhaus von Santa Clara und wurde auf dem Missionsfriedhof beigesetzt.
Insgesamt leitete Hubbard 31 Expeditionen in die arktischen Gebiete Alaskas, das Archiv der Santa Clara University beherbergt rund 11.000 Fotonegative, über 60 Kilometer unbearbeitete Filmaufnahmen und 50 Kurzfilme seiner Reisen.

## Veröffentlichungen
- Alaskan odyssey. Hale, 1952
- Father Hubbard's report on the need for Jesuit relief and reconstruction in Europe: Dec. 1, 1945. National Jesuit Fund, 1945
- Cradle of the Storms. Dodd, Mead & Company, 1935
- Mush, you malemutes!. American Press, 1932
- A world inside a mountain: Aniakchak, the new volcano wonderland of the Alaska Peninsula, is explored. National Geographic Society, 1931

## Dokumentarfilme
- Arctic Springtime (1941)
- Aghileen Pinnacles (1939)
- Alaska’s Silver Millions (1936)[6]